# أسد الله الكرماني
أسد الله الكرماني (المتوفى 893 هـ / 1488 م) هو خطاط عثماني، وهو تلميذ أحمد قرة حصاري 896 هـ وأستاذ حمدالله.